# Кристоффель, Эльвин Бруно
Э́львин Бру́но Кристо́ффель (нем. Elwin Bruno Christoffel, 10 ноября 1829, Моншау, — 15 марта 1900, Страсбург) — немецкий математик, ученик Дирихле.
Основные труды: по римановой геометрии и дифференциальной геометрии, теории поверхностей (где Кристоффелем введены фундаментальные символы, носящие его имя), теории дифференциальных уравнений с частными производными, теории инвариантов алгебраических форм и конформному отображению.
Член-корреспондент Прусской академии наук (1868) и Гёттингенской академии наук (1869).
В честь учёного названа школа Elwin-Christoffel-Realschule в Моншау.

## Биография
Родился в Моншау (Королевство Пруссия), в семье торговца. Учился в начальной школе, затем провёл несколько лет дома, обучаясь иностранным языкам, математике и классическим предметам. Далее учился в Иезуитской гимназии в Кёльне, затем — в гимназии Фридриха-Вильгельма в том же городе. В 1849 году получил аттестат об окончании школы с отличием.
В 1856 году окончил Берлинский университет, где преподавали такие крупные математики, как Дирихле, Борхардт, Эйзенштейн, Иоахимсталь и Штайнер. Наибольшее влияние на Кристоффеля оказал Дирихле, и Кристоффеля справедливо считают его учеником. В том же году защитил диссертацию, после чего три года посвятил уходу за больной матерью; одновременно он изучал труды Дирихле, Римана и Коши.
С 1859 года преподавал в Берлинском университете, с 1862 года — профессор Цюрихского политехникума. Кристоффель оказал огромное влияние на становление незадолго до того открытого Политехникума, организовав там преподавание математики и естественных наук. Научный авторитет Кристоффеля к этому времени настолько вырос, что в 1868 году ему предложили уже две должности — в Берлинской коммерческой академии и Аахенском политехникуме. Кристоффель выбрал первый вариант и занял этот пост в 1869 году.
С 1872 года — профессор Страсбургского университета. Этот пост он занимал 20 лет, в 1894 году вышел в отставку из-за ухудшения самочувствия. Скончался в 1900 году.
Как преподаватель он заслужил восторженные оценки. «Кристоффель был одним из самых выдающихся учителей, когда-либо занимавших кафедру. Его лекции были тщательно подготовлены до мельчайших деталей ... Его выступление было ясным и высочайшим эстетическим совершенством».

## Научная деятельность
Кристоффель, вместе с Бельтрами и Липшицем., явился непосредственным продолжателем идей Римана. Наиболее известен вкладом в дифференциальную геометрию, где ввёл и обосновал символы Кристоффеля первого и второго рода. Символы впервые появились в статье Кристоффеля «О преобразовании однородных дифференциальных выражений второй степени» (нем. Über die Transformation der homogenen Differentialausdrücke zweiten Grades). В ней автор рассмотрел условия совпадения римановой геометрии, определяемой двумя различными метрическими формами. Развитие идей Кристоффеля привело к рождению в конце XIX — начала XX веков тензорного анализа (Риччи-Курбастро и Леви-Чивита) и общей теории относительности (Эйнштейн).
Часть ранних работ Кристоффеля (1868—1870) были посвящены конформному отображению односвязной области с многоугольной границей на окружность. Эти работы были опубликованы в четырёх статьях между 1868 и 1870 годами.
Кристоффель занимался также теорией  дифференциальных уравнений с частными производными, в том числе применением в этой теории методов конформного отображения (теорема Шварца —Кристоффеля). В работе «О линейной независимости функций одной переменной» он ввёл понятие линейной независимости решений линейного однородного дифференциального уравнения, а также критерий, использующий определитель, получивший впоследствии имя Вронского.
В теории инвариантов Кристоффель дал необходимые и достаточные условия эквивалентности двух алгебраических форм {\displaystyle n} переменных порядка {\displaystyle p}. При этом он фактически использовал (определённое позднее Риччи) ковариантное дифференцирование, так что ряд авторов называют тензор кривизны «тензором кривизны Римана — Кристоффеля».
В период 1865—1871 Кристоффель опубликовал четыре важных статьи по теории потенциала, три из которых были посвящены проблеме Дирихле.
В 1877 году Кристоффель опубликовал работу о распространении плоских волн в средах с неоднородностью поверхности. Это был ранний вклад в теорию ударных волн, развивавший ранние работы Римана по одномерным газовым потокам.